# Брунсбюттель
Брунсбюттель (нем. Brunsbüttel) — город в Германии, в земле Шлезвиг-Гольштейн. Расположен при западном выходе Кильского канала.
Входит в состав района Дитмаршен. Население составляет 13.120 человек (на 31 декабря 2010 года). Занимает площадь 65,24 км². Официальный код — 01 0 51 011.
Здесь планируется построить тернинал по приему сжиженного природного газа (СПГ), стоимость проекта оценивается в 500 миллионов евро. Открыть терминал планируется в 2022 году.

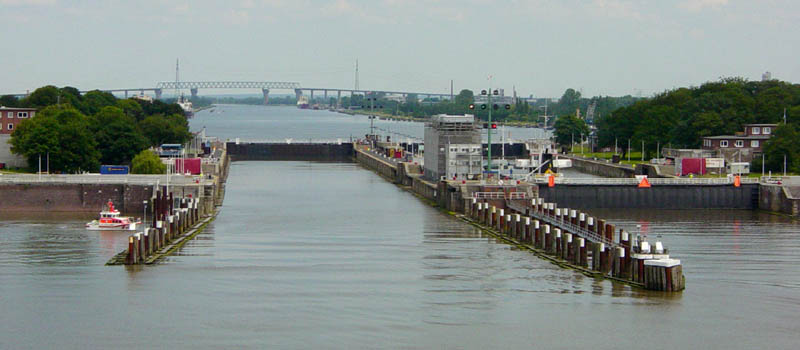
Шлюз Кильского канала в Брунсбюттеле

## История
К началу XX века в городе уже функционировала небольшая судоремонтная верфь и сухой док для мелких судов, а также лоцманская станция.
В городе находится памятник культуры, водонапорная башня, построенная в 1911 году.